# NGC 435
NGC 435 est une vaste galaxie spirale intermédiaire relativement éloignée et située dans la constellation de la Baleine. NGC 435 a été découverte par l'astronome allemand Albert Marth en 1864.

## Caractéristiques
Sa vitesse par rapport au fond diffus cosmologique est de 9 945 ± 23 km/s, ce qui correspond à une distance de Hubble de 147 ± 10 Mpc (∼479 millions d'al).
La classe de luminosité de NGC 435 est IV et elle présente une large raie HI.